# Saint-Denis Pleyel (metrostation)
Saint-Denis Pleyel is een station van de metro in Parijs langs lijn 14 in de gemeente Saint-Denis. Het in 2024 geopende station bevindt zich in het uiterste zuidwesten van de gemeente, op de hoek van de straten Pleyel en Francisque-Poulbot, op 300 meter van de Rue du Landy, die de grens met Saint-Ouen-sur-Seine markeert. Het is de bedoeling dat dit station in de toekomst in het kader van Grand Paris Express een belangrijk overstapstation gaat worden; ook lijn 15, lijn 16 en lijn 17 zullen dit station passeren. Het station biedt ook een overstapmogelijkheid mits enige verplaatsing met RER lijn D via het station Station Stade de France - Saint-Denis.
De sporen bevinden zich op een diepte van 27 meter. Het station is ook al voorzien voor de toekomstige metrolijnen. De zes sporen van de lijnen 14, 15, 16 en 17 bevinden zich op hetzelfde niveau, met perronverbindingen tussen de lijnen 14 en 15 en tussen de lijnen 15 en 16/17.
De verbinding met het metrostation Carrefour Pleyel, op lijn 13, kan bovengronds worden gemaakt via de Boulevard Ornano, terwijl de verbinding met de RER D (station Stade de France - Saint-Denis) via de brug van de Franchissement urbain Pleyel mogelijk wordt.
De transporthub biedt ook toegang tot het Stade de France en het Centre aquatique olympique.
Het station is ontworpen door de Japanse architect Kengo Kuma, en omvat een centrum voor culturele en sociale innovatie van 5.000 m². De architect ontwierp de structuur met verticale eiken balken om de gevel te bedekken, en horizontale lariksplanken om reizigers naar binnen te leiden, terwijl ze licht doorlaten, tot niveau -3 op een diepte van 27 meter.
De kunstenaar Prune Nourry ontplooide in het atrium van het station, als twee verticale bataljons, een leger van 108 Venusbeelden, universele figuren, geïnspireerd op de eerste voorstellingen van vrouwen in het Paleolithicum.
Het station heeft ook fresco's van Sergio García Sánchez op de perrons van lijn 14 en zal een fresco van Geneviève Gauckler integreren op die van lijn 16/17.
Saint-Denis Pleyel · 
Mairie de Saint-Ouen · 
Saint-Ouen · 
Porte de Clichy · 
Pont Cardinet · 
Saint-Lazare · 
Madeleine · 
Pyramides · 
Châtelet · 
Gare de Lyon · 
Bercy · 
Cour Saint-Émilion · 
Bibliothèque François Mitterrand · 
Olympiades · 
Maison Blanche · 
Hôpital Bicêtre · 
Villejuif - Gustave Roussy · 
L'Haÿ-les-Roses · 
Chevilly-Larue · 
Thiais - Orly · 
Aéroport d'Orly